# شروان (شهر)
شِروان (شیروان) (به ترکی آذربایجانی: Şirvan) یکی از شهرهای مهم جمهوری آذربایجان است که در شرق این جمهوری واقع شده است. این شهر بر ساحل رود کورا واقع شده است.
این شهر تا ۱۸۱۳ میلادی از شهرهای ایران بود و با پیمان گلستان از خاک ایران جدا شد. مردم شیروان مانند خیلی از شهرهای کشور آذربایجان به ترکی آذربایجانی صحبت می‌کنند. 
مجلس ملی جمهوری آذربایجان در ۲۴ آوریل سال ۲۰۰۸ تغییرنام این شهر از «علی‌بایراملی» به «شروان» را تصویب کرد.